# M - Un oraș în căutarea ucigașului
M - Un oraș în căutarea ucigașului sau M (titlu original: M - Eine Stadt sucht einen Mörder) este un film alb-negru german din anul 1931 regizat de Fritz Lang și produs de Seymour Nebenzal. Este primul film cu sunet al regizorului. Filmul este creat în genurile noir, thriller, dramatic, polițist. Rolurile principale au fost interpretate de actorii Peter Lorre, Otto Wernicke și Gustaf Gründgens. Scenariul a fost scris de Fritz Lang și de soția sa Thea von Harbou pe baza unui articol dintr-un ziar despre criminalul în serie Peter Kürten.
Filmul prezintă faptele unui criminal în serie de copii și urmărirea sa realizată atât de poliție cât și de lumea interlopă a orașului. Acum considerat un film clasic, M a fost considerat de Fritz Lang ca opera sa magnum opus (fundamentală).

## Prezentare
Un grup de copii se joacă în curtea unei clădiri de apartamente din Berlin.  O femeie pune de mâncare pe masă și o așteaptă pe fiica ei să vină acasă de la școală. Pe un afiș este oferită o recompensă de 10000 de mărci pentru prinderea unui ucigaș în serie care ucide copii. Părinții îngrijorați își așteaptă copiii în fața școlii.
Micuța Elsie Beckmann pleacă de la școală, bătând o minge în drum spre casă. Ea este abordată de Hans Beckert, care fluieră un cântec de Edvard Grieg. El se oferă să-i cumpere un balon de la un vânzător orb de pe stradă. Apoi locul micuței Elsie la masă este arătat gol, mingea este arătată într-un șanț cu iarbă, iar balonul ei se pierde printre liniile telefonice deasupra capului.
După dispariția micuței Elsie, nervozitatea este în creștere în rândul publicului. Beckert trimite o scrisoare anonimă ziarelor în care își mărturisește toate crimele și în care promite că va comite și altele. Poliția găsește indicii în scrisoare, folosind noile tehnici de amprentare și de analiză a scrisului. Sub presiunea conducătorilor orașului, poliția lucrează în permanență. Inspectorul Karl Lohmann îi instruiește pe oamenii săi să-și intensifice căutările și să verifice dosarele pacienților cu probleme psihice recent eliberați, concentrându-se asupra oricărei persoane cu istoric de violență împotriva copiilor. Ei fac raiduri frecvente pentru a interoga infractorii cunoscuți, perturbând afacerile lumii interlope atât de grav încât Der Schränker (Spărgătorul de seifuri) organizează o întâlnire a conducătorilor mafiei din oraș. Ei se hotărăsc să organizeze propria lor căutare, folosindu-se de cerșetori pentru a urmări copiii. Între timp, poliția caută prin camera închiriată de Beckert. Aici polițiștii găsesc dovezi că a scris scrisoarea și se pregătesc să-l aresteze.
Beckert vede o tânără în reflecția unei vitrine și începe să o urmărească, dar se oprește când fata se întâlnește cu mama ei. El întâlnește o altă fată și se împrietenește cu ea, dar vânzătorul orb îl recunoaște după fluierăturile sale. Orbul îi spune acest lucru unui prieten care îl urmărește pe ucigaș cu ajutorul altor cerșetori pe care îi avertizează de-a lungul drumului. Ca să nu-l piardă din vedere pe Beckert, un bărbat desenează în palmă o literă mare M (de la  Mörder, "ucigaș" în limba germană), se preface că se împiedică și-l atinge pe Beckert pe spate, lăsând litera M imprimată pe cămașa acestuia.
Îndată ce Beckert își dă seama că cerșetorii îl urmăresc (după ce își vede spatele însemnat într-o vitrină), se ascunde într-o clădire mare de birouri, chiar înainte ca funcționarii să plece acasă seara la terminarea programului. Cerșetorii îl cheamă pe Der Schränker, care intră în clădire cu alți infractori. Ei îl prind și-l torturează pe unul dintre paznici pentru informații. După ce îi prind și pe ceilalți doi paznici, caută prin clădire și îl prind pe Beckert în pod. Unul dintre paznici activează alarma silențioasă, dar infractorii reușesc să scape cu prizonierul lor, înainte ca poliția să sosească. Franz, unul dintre infractori, este lăsat în urmă în haosul creat și este prins de poliție. Comisarul Lohmann îi cere să recunoască faptul că grupul a intrat în clădire doar pentru a-l găsi pe Beckert și să dezvăluie unde l-au dus.
Infractorii îl duc pe Beckert într-o distilerie de șnaps abandonată pentru a-l judeca într-un tribunal cangur. Aici s-a adunat o mulțime mare de oameni tăcuți care așteaptă sosirea sa. Beckert are un "avocat" din oficiu, care vine cu argumente în apărarea sa, dar nu reușește să câștige nicio simpatie din partea "juriului" improvizat. Beckert începe un monolog pasional, spunând că nu-și poate controla nevoia de omucidere (Nu mă pot ajuta singur! Nu am niciun control asupra acestui lucru rău care este în mine - focul, vocile, chinul!). El îi întreabă pe ceilalți infractori de față ce drept au ei să-l judece când și ei sunt tot răufăcători dar care pot renunța la faptele lor (Cu ce drept îmi vorbiți așa? Criminali! Poate că sunteți chiar mândri de voi înșivă! Ați putea lesne să renunțați la faptele voastre, dacă ați fi învățat ceva util sau dacă ați avea locuri de muncă sau dacă nu ați fi fost asemenea porci leneși).
Beckert pledează ca să fie închis într-un azil, dar mulțimea dorește să fie ucis pe loc. Apoi cere ca să fie predat politiei, întrebând: Cine știe cum e să fii în pielea mea?. "Avocatul" său subliniază că președintele "judecător" este căutat pentru trei omucideri (Totschlag - o formă de omor în legislația germană) și că este nedrept să execute un om nebun. În timp ce mulțimea înfuriată este la un pas de a-l linșa pe Beckert, poliția ajunge la timp ca să-l aresteze pe el dar și pe ceilalți infractori.
În timp ce judecătorii se pregătesc să dea un verdict în procesul real al lui Beckert, mamele a trei dintre victimele sale plâng pe o băncuță. Mama micuței Elsie afirmă că "nicio sentință nu ne va aduce copiii morți înapoi" și că "trebuie să avem mai multă grijă de copii". Ecranul se face negru, adăugând: "Și voi...".

## Distribuție
- Peter Lorre ca  Hans Beckert[13]
- Otto Wernicke ca Inspector Karl Lohmann[14]
- Gustaf Gründgens ca Der Schränker[15]
- Ellen Widmann - Mother Beckmann
- Inge Landgut - Elsie Beckmann
- Theodor Loos - Inspector Groeber
- Friedrich Gnaß - Franz, the burglar
- Fritz Odemar - Cheater
- Paul Kemp - Pickpocket with seven watches
- Theo Lingen - Bauernfänger
- Rudolf Blümner - Beckert's defender
- Georg John - Blind balloon-seller
- Franz Stein - Minister
- Ernst Stahl-Nachbaur - Police chief
- Gerhard Bienert - Criminal secretary
- Karl Platen - Damowitz, a night-watchman
- Rosa Valetti - Innkeeper
- Hertha von Walther - Prostituată
- Hanna Maron - Fata de la circ (de la început)  (nem.)
- Heinrich Gotho - passer-by who tells a kid the time
- Klaus Pohl - Martor  / om chior (nem.)[29]

## Producție
Regizorul Lang a publicat un anunț într-un ziar în 1930, declarând că următorul său film va fi Mörder unter uns (Un ucigaș printre noi) și că este vorba de un ucigaș de copii. A început imediat să primească scrisori amenințătoare prin poștă și, în plus, i-a fost interzis să filmeze în studiourile Staaken. Când Lang l-a întrebat pe șeful studiourilor Staaken care este motivul de i s-a refuzat accesul în studiouri, acesta l-a informat pe Lang că el este membru al Partidului Nazist și că partidul a suspectat că filmul era menit să descrie naziștii. Această ipoteză s-a bazat în întregime pe titlul original al filmului, dar responsabilii naziști s-au răzgândit când au aflat care este scenariul filmului.
M a fost turnat în șase săptămâni într-un studio Staaken Zeppelinhalle, aflat lângă Berlin. Lang a produs filmul pentru Nero-Film, mai degrabă decât pentru UFA sau pentru propria sa companie de producție. A fost produs de șeful studioului Nero, Seymour Nebenzal, care a produs ulterior filmul lui Lang, Das Testament des Dr. Mabuse. Filmul M a avut mai multe titluri înainte de alegerea variantelor finale Eine Stadt sucht einen Mörder (Un oraș își caută ucigașul) și Dein Mörder sieht Dich an (Ucigașul tău te urmărește). În timp ce făcea muncă de cercetare pentru film, Lang a petrecut opt zile într-o instituție mentală din Germania și a întâlnit mai mulți asasini de copii, inclusiv pe Peter Kürten. A studiat mai mulți criminali reali, pe unii i-a folosit ca figurație în film și, în cele din urmă, 25 de membri ai distribuției au fost arestați în timpul filmărilor. Peter Lorre a fost jucat în rolul principal al lui Hans Beckert, ziua participa la filmări, iar seara apărea pe scenă în piesa de teatru Cuadratura cercului (Квадратура круга) a lui Valentin Kataev.
Lang nu a arătat pe ecran nici un fel de acte de violență sau de deces ale copiilor, iar mai târziu a afirmat că, sugerând doar violența, el a forțat "fiecare membru al publicului să-ș creeze în minte detaliile crimei în funcție de imaginația sa personală".

## Lansare și primire
A avut premiera la 11 mai 1931 (Berlin).  Filmul a fost distribuit de Vereinigte Star-Film GmbH în Germania, Paramount Pictures în Statele Unite și de 20th Century Fox în Marea Britanie.